# Princess Royal
A Princess Royal (szó szerint ’királyi hercegnő’) címet 1643 óta használják a brit monarchiában. Azelőtt az uralkodó lányát ladynek hívták, mivel akkoriban a herceg és a hercegnő címet egy terület uralkodójának adták (pl. Monaco hercege).
Henrietta Mária angol királyné találta ki a francia gyökerei miatt, mivel Franciaországban is volt egy cím, a Madame Royale, amit szintén az uralkodó legidősebb lányának adtak.
Az angol történelem során hét királyi hercegnő volt.
Az első, aki megkapta ezt a címet, Mária hercegnő volt, akinek anyja, Henrietta Mária angol királyné volt, apja a lefejezett I. Károly angol király volt. 1631. november 4-én született, nevét Medici Mária tiszteletére adták.
Anna hercegnő volt a második, aki megkapta ezt a címet, ő II. György és Ansbach Karolina legidősebb lánya. 1709. november 2-án született, 1759. január 12-én halt meg. Házassága révén Oránia hercegnéje, majd később régense.
Sarolta hercegnő 1766. szeptember 29-én született III. György és Sarolta királyné negyedik gyermekeként, de első lányukként. Férje Frigyes württembergi király, gyermekük viszont sohase született.
Viktória hercegnő Viktória királynő és Albert herceg első gyermekeként született 1840. november 21-én. Házassága révén Németország császárnéja volt kevesebb mint három hónapig, majd fia, II. Vilmos császár régenseként uralkodott. 1901. augusztus 13-án halt meg, nem sokkal anyja után.
Lujza hercegnő VII. Eduárd és Alexandra királyné harmadik gyermekeként született 1867. február 20-án. Férje Alexander Duff Fife első hercege, három gyermekük született. 1931. január 4-én halt meg.
Mária hercegnő 1897. április 25-én született Teck Mária és V. György első lányaként. Többek közt arról ismert, hogy mennyit adakozott és mennyit segített a rászorulóknak. 1965-ben halt meg március 28-án.
Anna hercegnő II. Erzsébet királynő és Fülöp herceg második gyermeke. 1950. augusztus 15-én született. Ő volt az első királyi család tag, aki részt vett az olimpián, lovaglás versenyszámban. Anna az a királyi család tag, aki a legtöbb jótékonysági eseményre eljár egy évben. Első férje Mark Philips, második férje Timothy Laurence.
Három feltétele van a Princess Royal címnek:
- csakis a jelenleg uralkodó király/királynő legidősebb lánya örökölheti meg;
- ez a cím az birtokosának életének végéig tart;
- akkor örökölhető meg, ha más külföldi címe nincs a várományosának.